# Cupa Mitropa 1934

## Echipele participante pe națiuni
| Austria      | FK Austria Viena SK Admira Viena SK Rapid Viena Floridsdorfer AC                        |
| Italia       | AGC Bologna Juventus Torino AS Ambrosiana-Inter SSC Napoli                              |
| Ungaria      | Ferencvaros TC Budapesta Ujpest Budapesta FC MTK Hungaria Budapesta FC Bocksai Debrecen |
| Cehoslovacia | AC Sparta Praga Slavia Praga FK Teplice SK Kladno                                       |